# آلمن برادرز بند
گروه برادران آلمن یا آلمن برادرز بند (انگلیسی: The Allman Brothers Band) گروه راک آمریکایی برخاسته از جکسون‌ویل فلوریدا بود که سال ۱۹۶۹ توسط برادران آلمن دوین (گیتار اسلاید و گیتار لید) و گرِگ (ترانه‌سرا، خواننده و نوازنده کیبرد) و همچنین دیکی بتس (گیتار لید، خواننده و ترانه‌سرا)، بری اکلی (گیتاربیس)، بوچ تراکس (درامز) و «جی‌مو» (درامز) شکل گرفت.
«گروه برادران آلمن» اغلب به عنوان معماران اصلی سبک راک جنوبی شناخته می‌شوند، هرچند مایه‌های متنوعی از سبک‌های جاز، بلوز و کانتری را در آثارشان به کار می‌بستند. اجراهای زندهٔ طولانی و بداهه‌پردازانه‌شان شهرت بسیار دارد و آلبوم اجرای زندهٔ گروه با نام در فیلمور ایست (At Fillmore East) از برترین اجراهای زندهٔ تاریخ موسیقی راک به‌شمار می‌رود.
یازده آلبوم گروه موفق به دریافت گواهینامه طلا شده و پنج آلبومشان گواهینامه پلاتین دریافت کرده‌است. سال ۱۹۹۵ نامشان به تالار مشاهیر راک اند رول وارد شد و سال ۲۰۰۴ مجلهٔ رولینگ استون آن‌ها را در رتبهٔ ۵۲ فهرست ۱۰۰ هنرمند برتر تاریخ موسیقی جای داد.